# Amtsgericht Hammerstein
Das Amtsgericht Hammerstein war ein preußisches Amtsgericht mit Sitz in Hammerstein.

## Geschichte
In Hammerstein bestand von 1849 bis 1879 die Gerichtskommission Hammerstein des Kreisgerichts Schlochau. Das königlich preußische Amtsgericht Hammerstein wurde mit Wirkung zum 1. Oktober 1879 als eines von neun Amtsgerichten im Bezirk des Landgerichtes Conitz im Bezirk des Oberlandesgerichtes Marienwerder gebildet. Der Sitz des Gerichtes war Hammerstein. Sein Gerichtsbezirk umfasste aus dem Kreis Schlochau den Stadtbezirk Hammerstein und die Amtsbezirke Hammerstein, Krummensee ohne den Gemeindebezirk Krummensee, den Amtsbezirk Loosen ohne den Gemeindebezirk Elsenau, den Amtsbezirk Stegers ohne den Gemeindebezirk Förstenau, die Gemeindebezirke Demmin und Fernheide aus dem Amtsbezirk Schönau und der Gemeindebezirk Wehnersdorf aus dem Amtsbezirk Zanderbrück. Am Gericht bestand 1880 eine Richterstelle. Das Amtsgericht war damit ein kleines Amtsgericht im Landgerichtsbezirk. Der Landgerichtsbezirk kam aufgrund des Versailler Vertrages 1919 teilweise zu Polen. Das Amtsgericht Hammerstein wurde daher dem Landgericht Schneidemühl zugeordnet. Im Jahre 1939 wurde Polen deutsch besetzt. Im Rahmen der Neuorganisation der Gerichte in Ostdeutschland und im ehemaligen Polen blieb das Amtsgericht Hammerstein beim Landgericht Schneidemühl.
Im Jahre 1945 wurde der Amtsgerichtsbezirk unter polnische Verwaltung gestellt, und die deutschen Einwohner wurden vertrieben. Damit endete auch die Geschichte des Amtsgerichtes Hammerstein.